# كيلي تشيونغ
كيلي تشيونغ (بالإنجليزية: Kelly Cheung)‏ هي عارضة أزياء وممثلة ومذيعة أمريكية هونغ كونغية ولدت في يوم 11 مايو 1990 في هونغ كونغ. إنتقلت للعيش إلى شيكاغو، وأكملت تعليمها في جامعة إلينوي في شيكاغو في إدارة الأعمال. نافست في مسابقة ملكة جمال الصين وفازت بلقب ملكة جمال قارات الصين ومثلت الصين في مسابقة 2012. في سنة 2016 بدأت العمل كممثلة ومثلت في Law dis-Order و Life on the Line في سنة 2018.